# Птачек, Франтишек
Франтишек Птачек (чеш. František Ptáček; 4 апреля 1975, Прага, Чехословакия) — бывший чешский хоккеист, защитник. Чемпион Чехии по хоккею 2000, 2002, 2006 и 2007 годов. Завершил карьеру 30 января 2018 года, сыграв символическую дну смену за пражскую «Спарту» в матче чешской Экстралиги. Сейчас является тренером по физ.подготовке пражской «Спарты».

## Биография
Франтишек Птачек известен по выступлениям за клуб «Спарта» Прага. В составе «Спарты» 4 раза становился чемпионом Экстралиги. С 21 сентября 2012 года был рекордсменом Экстралиги по количеству проведённых матчей. Только в сезоне 2016/17 его опередил действующий рекордсмен Петр Кадлец. Завершил карьеру 30 января 2018 года, отыграв 1 смену в матче «Спарты» с «Кометой» Брно. Сейчас занимает должность тренера по физ.подготовке в «Спарте».

## Достижения

### Командные
Чемпион Чехии 2000, 2002, 2006, 2007
 Серебряный призёр чемпионата Чехии 2001
 Бронзовый призёр чемпионата Чехии 1996, 1997, 2003, 2009, 2015
 Бронзовый призёр чемпионата Европы среди юниоров 1993

### Личные
- Лучший снайпер среди защитников чемпионата Чехии 2011 (10 шайб)

## Статистика
- Экстралига — 1210 игр, 383 очка (124 шайбы + 259 передач)
- Чешская первая лига — 109 игр, 36 очков (8+28)
- Европейские клубные турниры — 70 игр, 20 очков (10+10)
- Сборная Чехии — 31 игра, 2 очка (1+1)
- Всего за карьеру — 1420 игр, 441 очко (143+298)

## Семья
Франтишек Птачек женат. У него 3 детей: 2 дочери и сын.